# Шістнадцять свічок
«Шістнадцять свічок» (англ. Sixteen Candles) — американська романтична комедія 1984 року режисера Джона Г'юза. Фільм — перша режисерська робота відомого кіномитця.

## Короткий сюжет
Другокурсниця середньої школи Саманта «Сем» Бейкер в день свого шістнадцятиліття з самого ранку шокована, коли розуміє, що її сім'я через одруження наступного дня старшої сестри Саманти Джинні забула про день народження Сем. Але є ще й інші неприємності...
У школі Сем розчарована тим, що Джек Раян, хлопець, який їй подобається, не звертає, так їй здається, на неї уваги. У шкільному автобусі до неї нав'язується в кавалери молодший за неї школяр Тед. Вдома їй доведеться спати на дивані у іншій кімнаті через те, що її кімнату зайняли дідусь і бабуся, які приїхали на весілля Джинні і які теж не згадали про день народження Сем. Та ще й на танці у школі того вечора нав'язали у компанію Саманті студента за обміном Лонг Дак Донг, з яким приїхали.
На танцях Саманті знов надокучає Тед, і вона вибігає з танцхолу. Тед, щоб не втратити репутацію у друзів, б'ється об заклад з ними, що сьогодні ж переспить з нею і наведе докази.
Тед знаходить Сем у автокласі, де вона приховалася від інших, і дізнається, що вона така пригнічена через день народження, про який усі забули, і через Джека, який не звертає на Сем уваги. Тед повідомляє, що Джек тільки-но про неї у нього питав, і закликає її поговорити з Джеком. Саманта погоджується з цим і повертається до танцхолу, віддавши Теду свою нижню білизну, щоб він виграв парі. Та при зустрічі з Джеком Сем ніяковіє, і Джек їде з танців зі своєю дівчиною Каролін.
В домі Джека друзі Каролін влаштували вечірку, і Джек, невдоволений стосунками з Каролін, залишає її, закрившись у кімнаті і намагаючись додзвонитися до Сем, але йому це не вдається.
Після вечірки Джек знаходить у себе в домі Теда і дізнається, що Сем цікавиться Джеком і що вона дала Теду свою білизну. Джек залишає білизну у себе, а Теду доручає відвезти зп'янілу Каролін, до якої вже втратив почуття, додому на автомобілі свого батька. Джек засинає, думаючи про Сем, в той час, як вона засинає, думаючи про нього.
Наступного дня Бейкери рушають до церкви на церемонію одруження Джинні і Руді, а Джеку непротверезілий Лонг Дак Донг говорить, що Сем у церкві, щоб одружитися. Джек рушає до церкви. По дорозі він зустрічає Каролін, і вони розлучаються. Він дивує Саманту появою біля церкви і запрошує її до свого дому, де повертає їй її білизну і дарує святковий торт з шістнадцятьма свічками.

## Ролі виконували
- Моллі Рінгволд — Саманта «Сем» Бейкер
- Майкл Шоффлінг — Джек Раян
- Ентоні Майкл Голл — Тед Фармер
- Гевіленд Морріс — Каролін Малфорд
- Пол Дулі — містер Джим Бейкер
- Карлін Глінн — місіс Бренда Бейкер
- Бланш Бейкер — Джинні Бейкер
- Джон Капелос — Руді
- Джастін Генрі  — Майк Бейкер
- Гедде Ватанабе — Лонг Дак Донг
- Ліан Кертіс — Ренді, подруга Саманти
- Джон К'юсак — Брайс, друг Теда
- Даррен Гарріс — Кліфф (також «Віз»), друг Теда
- Джеймі Герц — Робін
- Хевіленд Морріс — Керолайн Малфорд

## Сприйняття

### Критика
Фільм отримав схвальні відгуки: Rotten Tomatoes дав оцінку 84% на основі 43 відгуків від критиків і 85% від більш ніж 250 000 глядачів.

### Нагороди
У грудні 1984 року Моллі Рінгволд і Ентоні Майкл Голл отримали нагороди Молодий актор найкращій молодій акторці і найкращому молодому актору і стали першими і єдиними акторами, нагородженими цією премією за ролі в одному фільмі від часу заснування нагороди до 2017 року, коли змінився статут «Фонду молодого актора» (англ. Young Artist Foundation), який вручав нагороди.